# Barurejo (Sambeng)
Barurejo is een bestuurslaag in het regentschap Lamongan van de provincie Oost-Java, Indonesië. Barurejo telt 1317 inwoners (volkstelling 2010).